# Antonio Battistella (Schauspieler)
Antonio Battistella (* 26. Juni 1912 in Ferrara; † 6. April 1980 in Rom) war ein italienischer Schauspieler.

## Leben
Battistella stammt aus einer venezianischen Familie, verbrachte seine Jugend aber in Genua, wo er 1934 auch einen Abschluss in Ökonomie machte und als Wirtschaftsberater für Regia Marina arbeitete. Derweil besuchte er Schauspielkurse an der „Accademia Drammatica“ in Rom, wo er 1939 diplomierte. Bereits als Schüler des Centro Sperimentale di Cinematografia spielte er auf der Bühne in Stücken wie Richard III., System Ribadier oder Die Unterrichtsstunde.. 1962/63 war die Saison seines größten Bühnenerfolges, als er in Marco Pragas Il bell'Apollo am Theater Genua auftrat.
Nur sehr gelegentlich nahm Battistella Angebote für Filme wahr; ab 1942 spielte er rund zehn Mal in dreißig Jahren. Wesentlich aktiver gestaltete er seine Fernsehkarriere, wo er 1955 erstmals unter Guglielmo Morandi in Il sogno dello zio zu sehen war und dann in wichtigen Nebenrollen mit heiserer Stimme und durchdringendem Blick für oftmals fiese Charaktere zahlreiche wichtige Stationen italienischer Fernsehinszenierungen mitgestaltete: Jane Eyre (1957), Ottocento (1959), Demetrio Pianelli (1963) und Vita di Michelangelo (1964). Daneben trat er in Gastrollen einiger Serien und in Miniserien wie Die Gebrüder Karamasow (1969) auf. Manchmal wurde Battistella auch für Synchronisationen verpflichtet.

## Filmografie (Auswahl)
- 1942: Una storia d’amore
- 1960: Der Gauner von Bagdad (Il ladro di Bagdad)
- 1973: La rosa rossa